# Alexei Michailowitsch Remisow

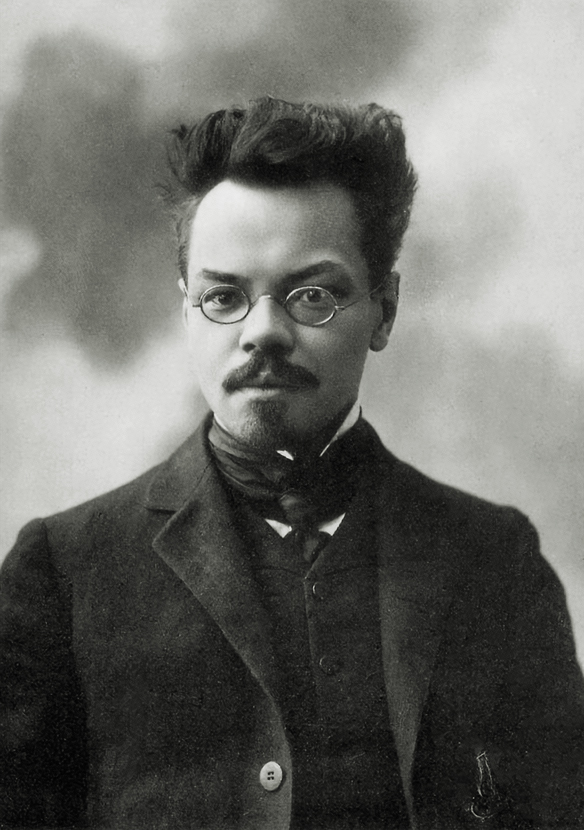
Alexei Michailowitsch Remisow

Alexei Michailowitsch Remisow (russisch: Алексей Михайлович Ремизов; Betonung: Alexéi Micháilowitsch Rémisow; * 24. Junijul. / 6. Juli 1877greg. in Moskau; † 26. November 1957 in Paris) war ein russischer Schriftsteller.

## Leben
Remisow wurde als Kaufmannssohn geboren. Er besuchte zunächst die Handelsschule und studierte anschließend Mathematik und Physik an der Moskauer Universität. 1897 wurde er aufgrund seiner Teilnahme an einer Studentendemonstration in die Verbannung nach Nordrussland (u. a. Wologda) geschickt. Dort versuchte er einen Streik in Pensa zu organisieren, was ihm eine erneute Verurteilung eintrug. Nun beschäftigte er sich mit der russischen Sprache, mit russischen Sprichwörtern, schrieb und veröffentlichte seine ersten Erzählungen, und beteiligte sich zudem an Theateraufführungen. Etwa 1900 lernte er seine spätere Frau, die Übersetzerin Serafima Dowgello, kennen.
1905 kehrte er aus der Verbannung zurück und siedelte nach Sankt Petersburg über, wo er als Mitarbeiter der Zeitschrift Woprosy shisni arbeitete.
Remisow, der von seiner Umwelt als Sonderling bezeichnet wurde, versuchte sich zunächst als Schauspieler, Bühnen- und Maskenbildner, Sänger und Maler. Außerdem träumte er davon Pyrotechniker zu werden. Den größten Erfolg hatte er letztendlich als Schriftsteller.
Remisow gehörte dem russischen Symbolismus an, reicht zeitlich jedoch auch in den Surrealismus hinein. Er verkehrte unter anderem mit Alexander Blok, Anna Achmatowa, Iwan Bunin und Michail Kusmin. Im Mittelpunkt seines Schaffens stand immer wieder der Traum, dies waren sowohl seine eigenen, wie auch erdachte Träume. Sein von der Volkssprache geprägter Stil war mit dialektalen und archaischen Elementen durchsetzt und galt als „ornamental“.
1921 emigrierte Remisow nach Berlin und ließ sich 1923 in Paris nieder, wo er 1957 starb.

## Werke

### Romane
- Die Uhr (1904, russ.: Часы)
- Der Teich (1905, russ.: Пруд), russisch-deutsche Ausgabe Prud : der Teich. W. Fink, München 1971
- Schwestern im Kreuz (1910, russ.: Крестовые сёстры)
- Die fünfte Plage (1912)
- Gang auf Simsen, aus dem Russischen von Annelore Nitschke, Suhrkamp 1991

### Legenden
- Leimonarium (1907–1911)
- Legenden und Geschichten. K. Wolff, Leipzig [1918?]
  - Legenden: Adams Schwur, Die Geburt Christi, Die Leiden der heiligen Jungfrau, Die Leiden des Heilandes
  - Geschichten: Der Hofjuwelier, Maka, Die Krawatte

### Märchensammlung
- Sonnenlauf (1906, russ.: Посолон)
- Prinzessin Mymra. Novellen und Träume. Weimar 1917

### Memoiren
- Mit gestutzten Augen (1957, russ.: Подстриженными глазами)